# The Place Promised In Our Early Days
The Place Promised In Our Early Days (deutsch: „Der in unseren frühen Tagen versprochene Ort“; Originaltitel: jap. 雲のむこう、約束の場所, Kumo no Mukō, Yakusoku no Basho, deutsch: „Jenseits der Wolken, der versprochene Ort“) ist ein 90-minütiger Anime-Film von Makoto Shinkai. Der Film lässt sich den Genres Drama, Science-Fiction und Romantik zuordnen.
Auf dem Film basieren ein Roman von Arata Kanō und ein Manga.

## Inhalt

### Ort der Handlung
Die Handlung von The Place Promised In Our Early Days spielt im Japan der späten 1990er Jahre, genauer in einer Art Parallelwelt. Japan wurde 1974 geteilt: Der südliche Teil, unter anderem bestehend aus den Hauptinseln Honshū und Kyūshū, war von den Vereinigten Staaten besetzt, während die nördliche Insel Hokkaidō (oder Ezo, wie sie im Film genannt wird), von einer Union besetzt war. Im selben Jahr begann die besagte Union mit der Konstruktion eines seltsamen Turmes in Hokkaido, welcher von einem Wissenschaftler namens Ekusun Tsukinoe entworfen worden war. Bei klarer Wetterlage sollte dieser Turm von unermesslicher Höhe bis Tokyo zu erblicken sein.
Als um 1990 die Handlung einsetzt, endet die Besetzung des südlichen Japans durch die Vereinigten Staaten und beide Nationen haben einen Allianz genannten Pakt geschlossen. Hokkaido bleibt weiterhin unter der Obhut der Union, es findet reger Verkehr zwischen der Nord- und Südhälfte Japans statt und Grenzgefechte sind an der Tagesordnung.
Eine Untergrundorganisation hat beschlossen, Japan wiederzuvereinigen. Sie ist als Uilta Liberation Front im Süden des Landes beständig. Heimlich durch die Allianz unterstützt, führt diese Organisation Manöver und Attacken im Gebiet der Union durch.

### Die frühen Jahre
Der Film beschreibt die Geschichte dreier Freunde aus Aomori im nördlichen Ende der Südhälfte Japans: zwei Jungen, Hiroki Fujisawa und Takuya Shirakawa, beide hochbegabte Jugendliche, und einem Mädchen, Sayuri Sawatari. Im Jahre 1996 besuchen sie zusammen die achte Klasse, ihr letztes Jahr auf der Mittelschule. Sie sind fasziniert vom Turm von Hokkaido, der über die Meerenge von Tsugaru hin im Norden zu sehen ist.
Am letzten Tag vor den Frühlingsferien gesteht eine von Sayuris Freundinnen, Kana Matsuura, während eines Gesprächs mit Takuya ihre Gefühle für ihn. Takuya aber erwidert diese nicht, sondern versucht, Hiroki zu überzeugen, sich an seiner Stelle mit Kana zu treffen. Hiroki wiederum lehnt ab, denn er selbst scheint in Sayuri verliebt zu sein.
Nach dem Unterricht bleibt Hiroki noch in der Schule und trainiert Bogenschießen, während Sayuri ebenso länger bleibt, um Violine zu üben. Zusammen nehmen sie den Zug nach Hause und lernen sich wohl zum ersten Mal näher kennen. Sayuri ist seither gut mit den beiden Jungen befreundet.
Die beiden Jungen der Clique haben ein abgestürztes Flugzeug der Japanischen Meeresselbstverteidigungsstreitkräfte gefunden; sie nennen es liebevoll Bella Ciela (vermutlich angelehnt an schöner Himmel). Zusammen arbeiten sie im Rahmen eines Ferienjobs in der Emishi-Manufacturing-Waffenfabrik. Der Werkschef dieser Fabrik, Herr Okabe, unterstützt sie bei der Reparatur des Flugzeuges mit Bauteilen und anderem Material.
Die drei Jugendlichen versprechen einander, eines Tages nach Hokkaido zu fliegen und den Turm zu sehen. Bevor es jedoch so weit kommen kann, verschwindet Sayuri auf mysteriöse Weise.

### Drei Jahre später
Drei Jahre später haben Takuya und Hiroki ihre Arbeit an der Bella Ciela eingestellt und nach dem Schmerz wegen Sayuris Verschwinden verschiedene Wege eingeschlagen.
Obwohl er immer noch die Oberschule besucht, arbeitet der begabte Takuya als Physiker an der Seite von Frau Maki Kasahara und unter der Obhut von Professor Tomizawa in einem Labor der Allianz, welches von der National Security Agency der Vereinigten Staaten unterstützt wird, und welches mit der Forschung auf dem Gebiet der Paralleluniversen beschäftigt ist.
Im Labor weiß man bereits Bescheid darüber, dass der Turm in Hokkaido, der 1996 in Betrieb genommen wurde, Materie ringsum durch Materie aus anderen Universen ersetzen kann. Jedoch weiß man noch nicht genau, weshalb dies nur in einem Radius von zwei Kilometern um den Turm herum möglich ist. Takuya wird in die Aktivitäten der Uilta Liberation Front verwickelt, als er erfährt, dass Herr Okabe der Leiter dieser Organisation ist; die Mitarbeiter der Waffenfabrik stellen weitere Agenten dar. Okabes Interesse für diese Organisation entbrannte ursprünglich, als seine Familie aufgrund der Trennung des Landes in Hokkaido gefangen war. Er gewinnt Takuya zusammen mit der Uilta für eine Reise nach Ezo.
Es wird klar, dass Sayuri die letzten drei Jahre wegen einer extremen Form der Narkolepsie (Schlafkrankheit) in einem Krankenhaus verbrachte. Scheinbar hat sie die meiste Zeit der drei Jahre geschlafen. Ihre Seele ist in einer menschenleeren Parallelwelt gefangen, Sayuri ist permanent einsam. Tomizawa hat herausgefunden, dass Sayuri auf eine unbekannte Weise mit den Forschungen der Union nach solchen Parallelwelten und nach den Fähigkeiten des Turmes in Hokkaido in Zusammenhang steht. Sie hält dieses Wissen sowie Sayuris momentanen Aufenthaltsort jedoch vorerst vor Takuya geheim. Ferner ist Tomizawa eine verdeckte Agentin der Uilta und hält Herrn Okabe über Sayuri auf dem Laufenden, während Okabe verrät, dass die Uilta einen Bombenangriff auf den Turm plant, um so einen Krieg gegen die Union zu provozieren, der zur Wiedervereinigung Japans führen soll.
Hiroki ist währenddessen nach Tokyo umgezogen und ihn erwartet nun ebenfalls die Oberschule. Während seines Schlafs verfolgen ihn häufig Träume von Sayuri; er leidet an klinischer Depression, was ihn in eine jämmerliche und einsame Lebenslage bringt. Eines Tages erreicht ihn zufällig ein Brief von Sayuri, welchen sie wohl verfasst haben muss, bevor sie in ein noch tieferes Koma verfallen ist. Er liest ihn im März 2000, worauf er sich auf die Suche nach ihr begibt. Obwohl die Seelen von Hiroki und Sayuri sich in verschiedenen Universen befinden, gelingt es, zeitweise Kontakt zueinander aufzunehmen. Hiroki begreift, dass es nur einen einzigen Weg gibt, Sayuri ins Leben zurückzuholen: Er muss ihren Körper hinüber zum Turm fliegen, sie zum „Ort unseres Versprechens“ bringen. Sayuris Körper jedoch wurde in den Sicherheitstrakt eines Krankenhauses am Aomori Army College verlegt.

### Höhepunkt
Die Spannungen zwischen der Allianz und der Union wachsen immer weiter und es wird offensichtlich, dass die Union versucht, den Turm als Waffe zu gebrauchen, um die reale Welt durch ein Paralleluniversum zu ersetzen. Die Lage wird noch komplizierter, als deutlich wird, dass Ekusun Tsukinoe, der Konstrukteur des mysteriösen Turmes, Sayuris Großvater ist, und dass der einzige Weg, den Turm außer Gefecht zu setzen, darin besteht, Sayuris Koma zu erhalten: Je weiter sie ihr Bewusstsein wiedererlangt, desto größer erstreckt sich der Wirkradius des Turmes.
Für Hiroki und Takuya stellt sich die entscheidende Frage: die Welt oder Sayuri retten?
Hiroki überzeugt Takuya, dass Sayuri es in jedem Fall wert ist, die Welt aufs Spiel zu setzen.
Takuya entführt den Körper der immer noch im Koma befindlichen Sayuri aus dem Militärkrankenhaus. Zusammen mit Hiroki beenden sie die Reparaturarbeiten an der Bella Ciela einige Stunden vor der Kriegserklärung der Vereinigten Staaten an die Union. Das Flugzeug verfügt nur über zwei Sitze, Takuya überlässt es daher Hiroki, zu fliegen und das Versprechen zu erfüllen. Er schafft es, das Flugzeug über die Meerenge auf den Turm hinzuzusteuern, zusammen mit Sayuris Körper und einem Geschoss der Uilta. Als Sayuri schließlich aufwacht, während die Bella Ciela um den Turm kreist, nimmt dessen Aktivität dramatisch zu und beginnt sofort, die Materie im Umkreis zu ersetzen. Der betroffene Radius schließt schon bald große Teile Hokkaidos ein. In den letzten wenigen Minuten des Komas begreift Sayuri, dass sie all ihre Erinnerungen und Träume ihrer Kindheit verlieren wird. Im Moment des Aufwachens weint sie, noch nicht erfassend, dass auch die Erinnerung an ihre Liebe zu Hiroki vergangen sind.
Auf dem Rückflug feuert Hiroki endlich das Geschoss und zerstört den Turm, wodurch die Materietransformation augenblicklich stoppt.
Der Film endet, als Hiroki Sayuri gelobt, noch einmal ganz von vorn zu beginnen.

## Konzeption
Die Welt des Films thematisiert zum einen den Kalten Krieg, so kann die Union als Sowjetunion angesehen werden, und die damit verbundenen Teilungen und zum anderen Träume und Parallelwelten.
Trennung und Wiedervereinigung werden so von ganz Japan wie auch von Herrn Okabe und Sayuri persönlich miterlebt und durchgemacht. Auch Hiroki und Takuya trennen sich, als Sayuri verschwindet. Es braucht drei Jahre und ein beiderseitiges Verlangen, Sayuri wiederzufinden, um wieder zusammenzufinden, und sogar dann bleibt es eine schwierige Wiedervereinigung, bei der sich die beiden Jungen zunächst gar bekämpfen.
Träume wie Parallelwelten werden beispielsweise durch das Buch thematisiert, das Sayuri zu Beginn liest. Es trägt den Titel The Net Involved in a Dream. Träume von Menschen und Tieren werden als Visionen von Parallelwelten beschrieben, parallele Welten (verschiedene Realitäten, die z. B. durch den Turm ausgetauscht werden können) sind demnach die Träume des Universums.
Während das Thema der parallelen Welten und Realitäten nicht unpopulär im Genre Anime ist, ist seine Verwendung in The Place Promised In Our Early Days ungewöhnlich. In den meisten anderen Animeserien wird nicht erklärt, warum eine Realität oder Welt von unserer verschieden sein soll. Hier jedoch ist die Realität, in der der Zuschauer lebt, lediglich eine der vielen möglichen, die Realität in The Place Promised In Our Early Days ist schlichtweg eine weitere.
Es gibt des Weiteren auch Andeutungen an Literatur und moderne Technologien. So trägt Sayuri im Unterricht ein Gedicht vor: Eiketsu no asa (jap. 永訣の朝, Morning of Forever Farewell) aus der Sammlung Haru to Shura (jap. 春と修羅) von Kenji Miyazawa (1896–1933). Es wurde zum Anlass des viel zu frühen Todes seiner Schwester Toshi Miyazawa (1898–1922) verfasst. Die Hauptcharaktere benutzen das fiktive Betriebssystem Velaciela, welches realen UNIX-Systemen ähnelt. Im Laufe des Filmes wird der ls-Befehl, eine Computer-Konsole sowie ein GPS-Gerät in realistischer Weise dargestellt.

## Filmveröffentlichungen
Der Film wurde in Japan im November 2004 auf DVD veröffentlicht und später auf dem Sender Animax ausgestrahlt. In Nordamerika ist ADV Films Herausgeber und Lizenzhalter der englischen Version. In Deutschland erfolgt die Herausgabe durch Rapid Eye Movies 2007 auf DVD und 2010 auf Blu-ray. 2017 erschien in Deutschland eine Neuauflage auf Blu-ray. XL Media veröffentlicht den Film in Russland.
Der Film wurde in einer Normalversion und danach in einer zwei DVDs umfassenden Sammleredition herausgegeben.

## Musik
Der Abspann des Films, „Your voice“ (jap. きみのこえ, Kimi no koe), wurde von Makoto Shinkai geschrieben und von Ai Kawashima gesungen. Die Hintergrundmusik stammt von Tenmon.

## Synchronisation
| Rolle                 | japanischer Sprecher (Seiyū) | Deutscher Sprecher                |
| --------------------- | ---------------------------- | --------------------------------- |
| Hiroki Fujisawa       | Hidetaka Yoshioka            | Tim Knauer                        |
| Takuya Shirakawa      | Masato Hagiwara              | Tobias Schmidt (Synchronsprecher) |
| Sayuri Sawatari       | Yuuka Nanri                  | Mia Diekow                        |
| Prof. Tsuneo Tomizawa | Kazuhiko Inoue               | Mario Grete                       |
| Okabe                 | Unshou Ishizuka              | Eberhard Haar                     |
| Maki Kasahara         | Risa Mizuno                  | Milena Karas                      |

## Manga
The Place Promised in Our Early Days wird zurzeit als Manga im Afternoon-Magazin veröffentlicht. Die Serie begann im Februar 2006. Die Handlung stammt von Makoto Shinkai, während die Zeichnungen von Mizu Sahara angefertigt werden.

## Kritik
„Makoto Shinkai erzählt eine Geschichte über die Liebe und das Erwachsenwerden im Gewand eines Science-Fiction-Films. Konsequent bleibt er […] einem überaus ruhigen Erzählstil verpflichtet. Mit ungewöhnlichen Perspektiven durchbricht er die gängigen Sehgewohnheiten und entwirft poetische, großartige Bildtableaus. Fast ausnahmslos durchzieht sein Film das Gefühl der Einsamkeit, das nach etwas sucht, ohne es wirklich benennen zu können. Zwar greift seine Handlung schließlich auch das Motiv der Parallelwelten innerhalb des Films auf und stellt Sayuris Schicksal in Zusammenhang mit dem Krieg. Doch diese epische Wendung bleibt blass hinter der persönlichen Geschichte von Hiroki, Sayuri und Takuya.“

„Wer melancholische Liebesfilme mag sollte diesen Film sehen. Wer einzigartige Science Fiction mit interessanten Konzepten mag, sollte ihn sehen und wer sich visuell etwas auf dem höchsten Niveau der Animation reinziehen will, sollte ihn auf jeden Fall sehen. Im Grunde genommen kann man diesem Film jedem empfehlen der den oben genannten Elementen nicht vollkommen abgeneigt ist, denn "The Place promised in our early days" gehört zu Shinkai's stärksten Filmen und bei einer Filmografie wie der seiner will das was heißen.“

## Auszeichnungen
Der Film wurde beim Seoul Comics and Animation Festival 2005 mit einer besonderen Auszeichnung geehrt und gewann den zweiten Preis in der Publikumskategorie Bester animierter Film bei den Canada Fantasia Film Festival. Außerdem wurde er mit dem
Preis für den besten animierten Film bei den Mainichi Film Awards 2004 ausgezeichnet und der erste Trailer erhielt dem Preis für die beste Ausdruckstechnik bei der Tokyo International Anime Fair 2003.